# Dumitru Paraschivescu
Dumitru Paraschivescu (n. 18 aprilie 1923, București, România – d. 22 februarie 2006, Nyon, cantonul Vaud, Elveția) a fost un atlet român specializat în probele de marș.

## Carieră
Sportivul a fost un pionier al României la proba de marș. A fost multiplu campion național și a stabilit 26 de recorduri naționale. La Jocurile Olimpice de vară din 1952, la prima participare a României la Jocurile Olimpice după cel de-Al Doilea Război Mondial, el a fost portdrapelul delagației române la festivitate de deschidere. La Helsinki a ocupat locul șapte la 50 km marș. La  Festivalul Tineretului și Studenților din 1955, la Varșovia, a cucerit medalia de bronz la 20 km marș. În anul 1956 a participat la Jocurile Olimpice de la Melbourne. La 20 km marș s-a clasat pe locul 14 și la 50 km marș nu a terminat cursa.
După retragerea sa din activitate a fost antrenor la AS PTT București. S-a stabilit în Elveția unde a decedat în 2006.

## Recorduri personale
| Probă      | Performanță | Dată |
| ---------- | ----------- | ---- |
| 20 km marș | 1:35:10     | 1956 |
| 50 km marș | 4:39:27     | 1963 |

## Distincții
- Ordinul Muncii cl. a III-a (19 noiembrie 1952) pentru rezultatele obținute la Jocurile Olimpice de vară de la Helsinski[6]

## Legături externe
Materiale media legate de Dumitru Paraschivescu la Wikimedia Commons
- Dumitru Paraschivescu la Comitetul Olimpic și Sportiv Român (arhivat)
- en Dumitru Paraschivescu la World Athletics
- en Dumitru Paraschivescu la Olympedia.org
- en  Dumitru Paraschivescu la athleticspodium.com